# Prueba científica
Una prueba científica es un tipo de prueba que sostiene o refuta una teoría científica o una hipótesis. Se espera que tal prueba sea de índole empírica (obtenida por observación o experimentación) y que sea obtenida a través del método científico. Así las pruebas permiten discriminar qué teorías científicas pueden dar cuenta adecuadamente de cierto conjunto de hechos y cuáles no. Para que algo sea considerado una prueba científica, debe ser un conocimiento objetivo, verificable y reproducible. Los criterios para juzgar una prueba pueden variar según el área de estudio, pero su fuerza se basa en general en los resultados de análisis estadístico y controles científicos.
En su sentido de «tentativa» o «ensayo», la palabra prueba, en el ámbito de las ciencias, también tiene connotaciones de experimento, ya que, en este campo, habitualmente se cambian los parámetros de las pruebas o ensayos que se están experimentando para poder verificar los resultados y determinar diferentes resultados.
En su sentido demostrativo, la palabra prueba, en el ámbito de las ciencias, tiene un significado próximo al de la prueba jurídica.

## Diferencias entre «prueba» y «evidencia»
La prueba científica no es una evidencia. En inglés la palabra correspondiente a «prueba» es evidence, lo que ha llevado a muchos hispanohablantes a utilizar la palabra «evidencia» en el sentido de «prueba». Este error tan habitual es un falso amigo. La palabra inglesa evidence se traduce como «prueba» y la palabra española «evidencia» se traduce en inglés como obviousness (aquello que es obvious, es decir, «evidente»).
La evidencia es un conocimiento que para ser validado no necesita ni de ninguna observación empírica ni de ninguna demostración racional. Es aquel conocimiento que se legitima a sí mismo porque él mismo constituye para todo ser racional, y de manera inmediata, su propio criterio de verdad. La prueba científica, en cambio, no es de ninguna manera evidente sino que se apoya en la observación de uno o más datos empíricos. Por ejemplo, el descubrimiento de un fósil de dinosaurio cubierto de plumas no es una «evidencia» de que hubo dinosaurios con plumas sino que es una «prueba» de que tales animales existieron.